# Vlag van Aisne

Vlag van Aisne

De vlag van Aisne is de niet-officiële vlag van het Franse departement Aisne. Net als de meeste andere departementen van Frankrijk heeft Aisne geen officiële vlag, maar wordt de hier rechts afgebeelde vlag op niet-officiële wijze gebruikt. De vlag is afgeleid van het wapen van dit departement.
De vlag heeft in het bovenste deel zijn er diagonale blauwe en gele strepen. Door het midden loopt een golvende witte baan. Rechts in het onderste deel is er een witte diagonale baan met een gouden borduurwerk.
Het ontwerp combineert die van de voormalige provincie Ponthieu met die van de voormalige provincie Champagne. De golvende baan stelt de rivier de Aisne voor. De vlag is geïnspireerd op het ontwerp van het wapen dat in 1950 is voorgesteld door Robert Louis.
Naast deze vlag is er een logovlag in gebruik.

Vlag van Ponthieu
Vlag van Champagne
Logovlag